# Hirano Matazo
Matazo Hirano (sinh ngày 28 tháng 12 năm 1990) là một cầu thủ bóng đá người Nhật Bản.

## Sự nghiệp câu lạc bộ
Matazo Hirano đã từng chơi cho FC Gifu.